# Reinhard Müller (Politiker)
Reinhard Müller (* 22. April 1929 in Wiliberg; † 21. April 2002 ebenda; reformiert, heimatberechtigt in Wiliberg) war ein Schweizer Politiker.

## Biografie
Reinhard Müller wurde am 22. April 1929 als Sohn des Landwirts Gottfried Müller und seiner Frau Emma geborene Müller in Wiliberg geboren. Müller, der im Hauptberuf ebenfalls eine Landwirtschaft führte, heiratete im Jahr 1955 Frieda geborene Hauri. Er starb am 21. April 2002 einen Tag vor Vollendung seines 73. Lebensjahres in Wiliberg.

## Politik
Seine politische Karriere begann er im Gemeinderat von Wiliberg, dem er von 1953 bis 1981 angehörte. Von 1954 bis 1981 war er Gemeindeammann. Dazu gehörte er von 1965 bis 1984 dem Grossen Rat des Kantons Aargau an, als Vertreter der BGB, der späteren SVP. Von 1983 bis 1995 gehörte Müller dem Nationalrat an.
Müller war u. a. Präsident des Aargauer Milchverbands und Verwaltungsrat der Aargauischen Gebäudeversicherungsanstalt. Die Schwerpunkte der politischen Arbeit lagen im Bereich der Landwirtschaft und im Engagement für kleine Gemeinden.

## Ehrung
- Ehrenbürger von Wiliberg